# 北海道道723号洞爺湖大滝線
北海道道723号洞爺湖大滝線（ほっかいどうどう723ごう とうやこおおたきせん）は、北海道胆振支庁管内の壮瞥町と大滝村（現伊達市）を結んでいた主要道道（北海道道）である。国道453号に格上げされ、廃止された。旧国鉄胆振線に沿って走っていた。以下、路線廃止当時の名称・路線番号を用いる。

## 路線概要
- 起点：北海道有珠郡壮瞥町字滝之町（＝北海道道233号伊達洞爺線交点）
- 終点：北海道有珠郡大滝村字清陵（＝国道276号交点）
- 総延長：28.7km
- 実延長：21.6km
- 重用区間：壮瞥町字滝之町－壮瞥町字久保内（主要道道2号洞爺湖登別線）

## 通過する自治体
- 胆振支庁
  - 有珠郡
    - 壮瞥町
    - 大滝村

## 主な接続道路
- 壮瞥町
  - 北海道道233号伊達洞爺線＝滝之町（起点）
  - 北海道道519号滝之町伊達線＝滝之町
  - 主要道道5号洞爺湖登別線＝久保内（重用）
- 大滝村
  - 主要道道731号白老大滝線＝本郷
  - 国道276号＝清陵（終点）

## 歴史
- 1972年2月4日 路線認定。（昭和47年北海道告示第314号）
- 1993年4月1日 国道453号に昇格され、道道認定解除。（平成5年北海道告示第519号）

## 沿線
- 北湯沢温泉＝大滝村字北湯沢温泉町